# 沙埠青瓷窑址
沙埠青瓷窑址是位于中国浙江省台州市黄岩区的沙埠、高桥、秀岭三地交界处的窑址群，曾为浙江省文物保护单位，2019年10月7日以“沙埠窑遗址”之名入选第八批全国重点文物保护单位。

## 窑址的发现
浙江省文物管理委员会的考古工作者于1956年在黄岩县（今台州市黄岩区）秀岭水库进行考古发掘时，有当地群众向他们反映说在沙埠乡（今沙埠镇）有几处古代的青瓷窑址。于是考古人员等到发掘结束就进行了几次实地的考察。发现确实有窑址分布在沙埠与高桥交界的盆地之中，且分布面积很广。之后在1957年4月，考古人员又在麻车村发现了另一处窑址。

## 窑址的概况
沙埠青瓷窑址距离黄岩主城区西南方向约15公里，把仙村岭作为中心，在直径1.5公里的半圆形范围内，总面积为4万多平方米。其中有7个窑址为文物保护单位，包括：竹家岭窑址、凤凰山窑址、金家岙堂窑址等。

## 出土青瓷的特点
沙埠青瓷窑址出土的器物主要是日用瓷，如：盆、盘、碗、碟、罐、壶、瓶等。这些瓷器胎质精细坚硬，胎体轻薄，烧制火候较高。而釉色主要是青绿色，其次是淡青、青黄，另外还有少量的青灰和青白。饰纹主要有鹦鹉，鸳鸯、凤凰等的禽鸟纹，以及缠枝牡丹、卷叶荷花、菊花等的花卉纹。此外还有篦纹、直条纹、曲折纹等其它纹饰。